# Stephen Colbert (personnage)
Cet article concerne le personnage. Pour l'acteur homonyme qui l'interprète, voir Stephen Colbert.
Pour les articles homonymes, voir Colbert.
Stephen Colbert /ˈstiːvən ˈkoʊlbəɹt/ est un personnage interprété par le satiriste politique du même nom, dans son émission The Colbert Report sur Comedy Central. Décrit comme « un imbécile qui passe une grande partie de sa vie à éviter de paraître idiot » et un « commentateur suffisant de droite », la personnalité du Colbert fictif comporte des références à celle du Colbert réel. Il s'agit cependant, pour l'essentiel, d'une parodie des commentateurs politiques conservateurs des chaînes d'information continue, en particulier de Bill O'Reilly sur Fox News.
Colbert est apparu pour la première fois comme correspondant de la parodie The Daily Show en 1997, qu'il quitte en 2005 pour créer The Colbert Report, une série dérivée, satire des programmes de commentaire politique personne-dépendante. Il apparaît également hors du The Colbert Report, notamment au gala des correspondants de la Maison-Blanche en 2006, au rassemblement de Washington « pour restaurer la peur » en 2010, et il est l'auteur de différents livres politico-humoristiques, comme I Am America (And So Can You!) (2007) ou America Again: Re-becoming The Greatness We Never Weren't (2012).

## Développement

### The Dana Carvey Show
Stephen Colbert fait sa première apparition majeure en tant qu'acteur dans la sitcom The Dana Carvey Show. Bien qu'elle n'ait duré que sept épisodes début 1996, elle offre à Colbert (également scénariste avec notamment Steve Carell et Louis C.K.) plusieurs rôles qui vont modeler son futur personnage, principalement en raison du format de la série, où les comédiens, la plupart issus de l'improvisation théâtrale (SNL, The Second City), performent directement face-caméra. Jamais diffusés, certains sketchs montrent Colbert interprétant un présentateur pince-sans-rire (inspiré par The Onion).
Au moment de l'annulation de l'éphémère série, Colbert est engagé pour participer au Daily Show par la cocréatrice Madeleine Smithberg, particulièrement enthousiasmée par son interprétation d'un serveur nauséeux dans un des sketchs du The Dana Carvey Show.

### The Daily Show
Colbert devient correspondant du Daily Show à partir de 1997. Jusqu'en 2005, il développe le personnage dont il reprendra les bases pour le The Colbert Report. Son interprète le décrit alors comme « un imbécile qui passe une grande partie de sa vie à éviter de paraître idiot », et cite souvent Stone Phillips (en) – un journaliste bien-connu pour son élocution claire et son sérieux – comme source d'inspiration pour le personnage, ainsi que Geraldo Rivera, « parce qu'il a un grand sens de l'accomplissement... il pense qu'il va changer le monde avec ses reportages ».
En tant que correspondant, Colbert démontre d'une connaissance pour le moins erratique dans la plupart des domaines sur lesquels il intervient, notamment dans ses interviews avec le présentateur Jon Stewart.

### The Colbert Report
En 2005, Colbert quitte le Daily Show et crée (avec l'aide de Stewart) une série dérivée The Colbert Report, parodie des programmes de commentaire politique personne-dépendante comme The O'Reilly Factor ou Hannity sur Fox News, principalement centrée sur les vues personnelles de leurs présentateurs. En raison d'un rôle élargi et développé, la personnalité et les opinions du personnage ont été plus clairement définis au cours de la diffusion de l'émission, et complétées par la biographie fictive révélée morceau par morceau, ainsi que par le livre I Am America (And So Can You!) publié en 2007. Le personnage devient très populaire et la frontière entre lui et son interprète est parfois pour le moins floue : en septembre 2011, l'invité du The Colbert Report, Al Gore rappelle que « Stephen Colbert n'est qu'un personnage », déclaration qui choque profondément Stephen Colbert.
Le personnage représenté dans le Report est une amplification du correspondant arrogant du Daily Show. Alors qu'ils développent le personnage et l'émission, Colbert et ses scénaristes commencent à lui donner des modèles plus spécifiques, à commencer par Bill O'Reilly, que le personnage surnomme affectueusement « Papa Bear », avec qui il partage le plus de points communs. Dans un épisode diffusé en 2006, Colbert remarque que « si ce n'était pas pour O'Reilly, cette émission n'existerait pas ». Il mentionne également Aaron Brown, Anderson Cooper, Sean Hannity, Lou Dobbs et Joe Scarborough comme des animateurs ayant eu une influence sur son jeu,.
La conduite des interviews in-character étaient une source d'inquiétude pour l'acteur, qui craignait que la nature agressive de son personnage ne soit rédhibitoire pour ses invités. Mais, depuis le début de l'émission, il dit avoir découvert qu'il était capable de baisser d'un cran l'intensité de ce comportement, selon la capacité de l'interviewé de répondre à son approche agressive. Il cite la partie des interviews comme étant son moment de l'émission préféré, parce que cela l'autorise à improviser. Bien qu'il arrive à atténuer la nature de son personnage, il est réputé pour ses envolées verbales, parfois difficiles à gérer pour les personnes face à lui, et peu d'entre elles peuvent se vanter de le laisser sans voix,,. Interviewé par des étudiants de l'université Harvard sur son personnage, Colbert donne des conseils à ses invités :

« Répondez honnêtement... Débarrassez-moi de mon ignorance. Ne me laissez pas tout me permettre. N'essayez pas de jouer à mon jeu. Soyez honnêtes. Soyez passionné. Restez fidèle à vos idées. Résistez-moi un peu. Donnez-moi un axe contre lequel je peux lutter. La friction avec la réalité ou les véritables préoccupations de la personne, et mes propres inquiétudes burlesques ou mon besoin d'apparaitre important, sont souvent opposées à ma compréhension de ce qui est vrai. C'est lorsque ces deux choses se rencontrent que la comédie arrive. Donc, soyez franc. C'est la meilleure choses que vous puissiez faire. Et reprenez-moi lorsque je dis des conneries,. »

### The Late Show
Après la fin de la diffusion du Colbert Report, le comédien Stephen Colbert a arrêté d'interpréter son personnage pour apparaître comme animateur du Late Show with Stephen Colbert. Cependant, presque un an après le début de l'émission, à l'occasion de la convention républicaine (en) en juillet 2016, ayant validé la nomination de Donald Trump comme candidat à la Présidence des États-Unis, le personnage de Stephen Colbert a refait une apparition,. En effet, sous les traits de son alter ego conservateur, Colbert a repris l'emblématique segment The Wørd, avec le mot « Trumpiness », en référence à son « Truthiness »,.
Une semaine après cette réapparition, Colbert annonce dans son émission que les avocats de Viacom (le propriétaire de Comedy Central) ont menacé CBS (le diffuseur du Late Show) de poursuites s'ils réutilisaient le personnage. Ironisant sur le fait qu'il était soudainement devenu incapable d'utiliser un personnage qu'il a créé, portant son propre nom et ses propres traits, Colbert introduit le « cousin jumeau identique » du présentateur du Colbert Report, « Stephen Colbert ». Et de conclure sa fronde contre Viacom par un nouveau segment intitulé Werd.

## Biographie fictive
La biographie fictive de Colbert n'est pas toujours rigoureusement linéaire. Le comédien explique que « l'histoire de mon personnage n'est pas toujours parfaitement cohérente... Il y a ma biographie et la biographie de mon personnage, et il y a aussi l'histoire de mon personnage, qui est légèrement différente de sa bio ». La biographie du personnage avant qu'il ne devienne le présentateur du Colbert Report est détaillée dans I Am America (And So Can You!).
Cependant, elle reprend de nombreux éléments de la « vraie » biographie de l'acteur. Stephen T. Colbert (le « T » est alternativement l'initiale de Tyrone, son « vrai » deuxième prénom, et de Tiberius, « comme le capitaine Kirk », mais il lui arrive aussi d'utiliser Lee-Harvey comme deuxième prénom) est le plus jeune de 11 enfants, né dans une famille catholique pratiquante (tellement pieuse que le jeune Stephen est envoyé à l'adolescence dans un « camp d'été exorciste à Canton dans l'Ohio » lorsque ses parents découvrent son intérêt pour Donjons et Dragons). Il est d'origine irlandaise et a adopté la « prononciation française » de Colbert (« Col-bère », /koʊlˈbɛər/ au lieu de « Col-burt », /ˈkoʊlbərt/) pour « rejoindre les élites culturelles ».
Il explique avoir régulièrement été maltraité au collège, et il entra à l'université déterminé à ne jamais plus être une victime. Ainsi, dès la rentrée de sa première année d'étude, il entra dans la salle de classe et frappa la première personne qu'il rencontra, malheureusement, cette personne s'avéra être son professeur d'éthique. Il fit ses études au Dartmouth College, sa scolarité dans cette prestigieuse université résultant moins d'une place méritée que de l'amitié qui liait sa famille à un riche donateur de Dartmouth. Il mentionne également l'Université Bob Jones comme alma mater.
Avant d'embrasser la carrière de journaliste, Colbert travaille comme manœuvre dans un carnaval et comme ouvrier du bâtiment. Dans les années 1980, il est le chanteur et guitariste d'un groupe new wave semblable à ABC appelé « Stephen and the Colberts », dont l'œuvre se résume à un seul single, "Charlene (I'm Right Behind You)", une des nombreuses référence à son ex-petite-amie (et cousine) qu'il continue de harceler malgré un certain nombre d'ordonnances restrictives (la chanson est disponible gratuitement dans le jeu vidéo Rock Band). En 2008, Colbert annonce également avoir été le « dirigeant totalitaire du Malawi de 1982 à 1984 ».
Plus tard, Colbert devient reporter et travaille pour les chaînes d'information en Virginie puis en Caroline du Nord. En 1997, il est promu présentateur de Channel 7 News sur le réseau local WPTS de Patterson Springs (Caroline du Nord) après avoir révélé l'addiction à la cocaïne du précédent présentateur, Wayne Colt. Son reportage sur la ruine de Colt lui vaut un Emmy Award local, et, par la suite, une place de correspondant au Daily Show.
Son passé étant très lié au Daily Show et à son présentateur Jon Stewart, Colbert envoie souvent des piques à l'un comme à l'autre. Il insinue une relation tendue et forcée avec le comédien-animateur – ce qui contraste avec l'admiration de l'interprète pour Stewart – qu'il décrit comme un prédateur sexuel et dont il semble avoir peur puisqu'il éclate parfois en sanglots effrayés à la seule mention de son nom. Il suggère que son départ du Daily Show s'est fait dans des circonstances suspectes, mais affirme cependant qu'il a réussi à obtenir sa propre émission après avoir fait chanter Stewart grâce à des photographies compromettantes.
D'après America (The Book): A Citizen's Guide to Democracy Inaction, livre auquel Colbert participe en tant que correspondant du Daily Show, il occuperait également les postes de « Professeur de l'histoire américaine » à l'université Harvard à la place d'Arthur M. Schlesinger Sr., et d'« Avocat en chef des crimes de guerre internationaux » à la Cour pénale internationale de La Haye. Il serait aussi le septuple lauréat du prix Werner Heisenberg de l'excellence en mathématiques théoriques. Paradoxalement à ces incroyables aptitudes académiques, il est décrit comme un homme à peine capable de se nourrir lui-même et comme quelqu'un de profondément antipathique.

### Titulature
La titulature officielle et fictive de Colbert est stylisée ainsi : « Her Excellency The Reverend Sir Doctor Sen. Stephen T. Mos Def Colbert D.F.A., Heavyweight Champion of the World✱✱ featuring Flo Rida, La Première dame de France ».
Stephen Colbert est ordonné pasteur le 2 juin 2011, lui donnant le titre de révérend (« Rev. »). Il est également anobli par la reine Noor de Jordanie le 7 avril 2009 (avec une réplique de l'épée d'Elendil du Seigneur des anneaux), et utilise depuis le titre de « Sir. » Il reçoit en 2006 le titre de docteur honoraire en arts (« Doctor of Fine Arts ») de Knox College, titre qui lui accorde les lettres post-nominales « D.F.A. ». Il utilise d'ailleurs son diplôme de docteur en arts dans le domaine de la médecine lorsqu'il présente son segment Cheating Death with Dr. Stephen T. Colbert, D.F.A. (tromper la mort avec le docteur Stephen T. Colbert, DFA). C'est également sous ce nom qu'il est crédité au générique de l'émission. Il est à noter que l'utilisation à la fois du préfixe docteur et des lettres post-nominales associées à la discipline est incorrecte, et, persévérant dans le mésusage des titres honoraires, il ajoute à sa titulature le suffixe « Ph.D. » de tous les doctorants du système universitaire anglo-saxon.
Lors de sa venue sur le plateau du The Colbert Report le 5 octobre 2011, Yasiin Bey offre à Colbert l'utilisation de son nom de scène « Mos Def ». Mike Tyson devait également apparaître dans l'émission le 23 juin 2012, mais après l'annulation du boxeur, Colbert se déclare champion du monde poids lourds (« Heavy Weight Champion of the World »). Les deux astérisques après le titre sont là pour rappeler qu'il n'a pas vaincu Tyson au cours d'un combat de boxe. Le suffixe « featuring Flo Rida » est ajouté le 23 octobre 2013 lorsque Colbert présente le segment I tried to sign up for Obamacare (j'ai essayé de m'inscrire à Obamacare). Enfin, « Her Excellency » (Son Excellence) a été ajouté à son titre lorsque Colbert a été invité à s'assoir à côté de Michelle Obama en février 2014 lors d'un dîner officiel à la Maison-Blanche, organisé en l'honneur du président français François Hollande et que celui-ci n'était pas accompagné. Comme il est d'usage, la Première Dame d'une nation invitée aurait dû s'installer aux côtés de la Première dame des États-Unis, Colbert s'est proclamé Première dame de France.

## Personnalité
Stephen Colbert est décrit par son créateur comme un « bully caustique de droite », un « vantard ultra-conservateur » et « un crétin arrogant bien-intentionné mais mal-informé ».
Égocentrique, vaniteux, xénophobe, homophobe, anti-intellectuel, il clame être politiquement indépendant, comme son idole Bill « Papa Bear » O'Reilly. Malgré ces affirmations, il flatte régulièrement le parti républicain et l'administration Bush, et demande régulièrement à ses invités « George W. Bush : un grand Président ou le plus grand Président ? ». Depuis l'élection de Barack Obama, Colbert a décrété qu'il « soutiendrait le nouveau Président tant qu'il resterait populaire ».
D'après son créateur et interprète, il est bien-intentionné mais n'a pas les outils pour arriver à faire ce qui lui semble juste « parce qu'il n'a aucune curiosité, il n'aime pas lire et il n'écoute personne à l'exception des voix dans sa tête ». Il ramène tout à sa personne, puisqu'« il n'y a rien de trop grand pour lui… en fait, chaque information le concerne » et ce trait de caractère l'amène à attaquer directement ou à se disputer avec des personnalités comme The Decemberists, Sean Penn, Conan O'Brien, Rain, Barry Manilow, Tony Bennett ou Don Rickles, rappelant le segment de débat social « Culture Wars » de l'émission de O'Reilly.
Convaincu qu'aucun pays n'arrive à la cheville des États-Unis, il fait preuve d'un américanisme exacerbé. Il rejette violemment tout ce qui n'est pas Américain et américanise les rares choses ou personnes étrangères qu'il trouve à la hauteur, comme Hugh Laurie, interprète du Dr Gregory House dans la série éponyme, qu'il qualifie de « meilleur acteur américain », ignorant le fait qu'il soit britannique et qu'il ait prit un accent américain pour son rôle. Colbert se décrit lui-même « racially color-blind » (« racialement aveugle »), soi-disant incapable d'identifier la race d'une personne : « les gens me disent que je suis Blanc et je les crois, parce que je possède beaucoup d'albums de Jimmy Buffett ». Cette cécité est devenue un gag récurrent de l'émission, et il se vante souvent d'avoir des amis issus des minorités, dont « son ami juif Jon Stewart » et d'autres représentants des « minorités » avec qui il prend des photos, ces derniers ne manifestant pas le même enthousiasme que lui. De la même façon et avec les mêmes arguments, il affirme qu'il ne voit pas le sexe des gens, malgré un comportement souvent sexiste, par exemple en ne demandant l'avis que des hommes du public sur les questions relatives aux femmes, ou en harcelant sa stagiaire Meg.

## Apparitions en dehors duColbert Report
- 2006 : Gala des correspondants accrédités à la Maison-Blanche
- 2006 : 58e cérémonie des Primetime Emmy Awards[46]
- 2007 : The O'Reilly Factor
- 2007 : 59e cérémonie des Primetime Emmy Awards
- 2007 : Meet the Press
- 2008 : Who Made Huckabee?
- 2008 : 60e cérémonie des Primetime Emmy Awards[47]
- 2009 : Late Night with Conan O'Brien
- 2010 : United States House Judiciary Subcommittee on Immigration Policy and Enforcement (en) le 24 septembre[48]. Colbert est cependant sorti de son personnage pour répondre aux questions d'une députée pour justifier son intérêt envers les travailleurs immigrés[49]
- 2010 : Rally to Restore Sanity and/or Fear
- 2012 : This Week with George Stephanopoulos[50]
- 2013 : Clinton Global Initiative (en) University, le 8 avril, où Colbert interviewe l'ancien président Bill Clinton et lui crée un compte Twitter[51]
- 2014 : publicité pour Wonderful Pistachios pendant le Super Bowl XLVIII
- 2014 : invité au diner officiel à la Maison-Blanche en l'honneur du président français François Hollande, le 11 février. Colbert était assis à la table d'honneur, à la place de l'invité que Hollande aurait pu emmener avec lui[52]. La nuit suivante, Colbert s'est autoproclamé « Première dame de France » (First Lady of France)[53]
- 2014 : The Tonight Show Starring Jimmy Fallon, pour la première de l'émission le 17 février. Fallon a invité plusieurs célébrités à venir sur le plateau lui donner un billet de 100 $ après qu'ils ont perdu le pari de le voir un jour présenter le Tonight Show. Colbert, cependant, est le dernier à apparaître avec un seau de 100 $ en pennies, qu'il renverse finalement sur Fallon[54]
- 2014 : discours de clôture de la RSA Conference[55]
- 2014 : Comic-Con, où il apparaît comme modérateur en costume appelé « Prince Hawkcat », supposé être « moitié aigle, moitié chat. Et moitié prince[56] »
- 2014 : conférence de presse d'Apple Inc. où Colbert participe via son téléphone, demandant à être appelé « Commandant Suprême des Alliés du Super Secret[57] »

### Après la fin duColbert Reporten 2014
- Dans la saison 3 de House of Cards (épisode 1, Nouveau jeu)[58]. L'épisode est diffusé le 27 février 2015, soit deux mois après la dernière diffusion du Colbert Report.
- Le 6 août 2015, Colbert revient (in and out of character) pour la dernière émission de Jon Stewart au Daily Show, aux côtés de nombreux autres anciens correspondants, rendant hommage à leur mentor et ami[59].
- Le 18 juillet 2016, Colbert reprend son personnage dans The Late Show with Stephen Colbert (l'épisode voit aussi le retour de Jon Stewart à la télévision depuis son départ un an plus tôt). Le personnage de Colbert réintroduit le segment du Colbert Report, The Wørd[18],[60].
- Le 27 juillet 2016, Colbert (l'acteur) annonce le retrait définitif du personnage de l'écran en raison des droits de propriété détenus par Viacom. Mais à la place, Colbert introduit un nouveau correspondant du Late Show, « Stephen Colbert », identifié comme le « cousin jumeau identique » de l'animateur du Colbert Report. Colbert poursuit en présentant un nouveau segment : Werd[20].

## Distinctions
En octobre 2008, il accueille dans son émission le chancelier du Patrick Henry College et celui-ci lui remet le titre honoraire d'« Arbitre de la moralité américaine et de Défendeur de la Vast Right-Wing Conspiracy (en) ». La même année, il prononce un discours de fin d'année à l'université de Princeton, où il reçoit le Prix de la vanité (The Great Princeton Class of 2008 Understandable Vanity Award) assorti d'un miroir, après avoir expliqué aux étudiants qu'ils ne devaient pas changer le monde, parce que « certains d'entre-nous l'aiment tel qu'il est ». Il est immortalisé en statue de cire au musée Madame Tussauds de Washington en 2012.